# Reimar Lüst
Reimar Lüst (* 25. März 1923 in Barmen; † 31. März 2020 in Hamburg) war ein deutscher Astrophysiker und Wissenschaftsmanager. Von 1972 bis 1984 war er Präsident der Max-Planck-Gesellschaft, anschließend von 1984 bis 1990 Generaldirektor der ESA.

## Herkunft
Reimar Lüst wurde als zweites Kind der Eheleute Hero Lüst (1885–1945) und Grete Strunck (1898–1998) in Barmen geboren. Die Eltern hatten im März 1920 geheiratet, 1921 wurde eine Tochter geboren, drei Jahre nach Reimars Geburt kam ein weiterer Sohn zur Welt, in Kassel dann noch eine Tochter. Hero Lüst leitete seit 1920 am Barmer Johanneum die Sekretärschule des CVJM, Grete Lüst fungierte dort als Hausmutter. 1926 wurde die Schule nach Kassel verlegt, so dass die Familie umziehen musste.
Hero Lüst, in Esens geboren, entstammte einer ostfriesischen Kapitänsfamilie und erlernte den Beruf eines Kaufmanns; nach einem Erweckungserlebnis begann er eine Ausbildung an der Evangelistenschule Johanneum in Barmen. Grete Strunck, in Brüssel geboren, entstammte einer mittelständischen Kaufmannsfamilie, die ihre Wurzeln in Dortmund und im westfälischen Carthausen hatte.

## Leben

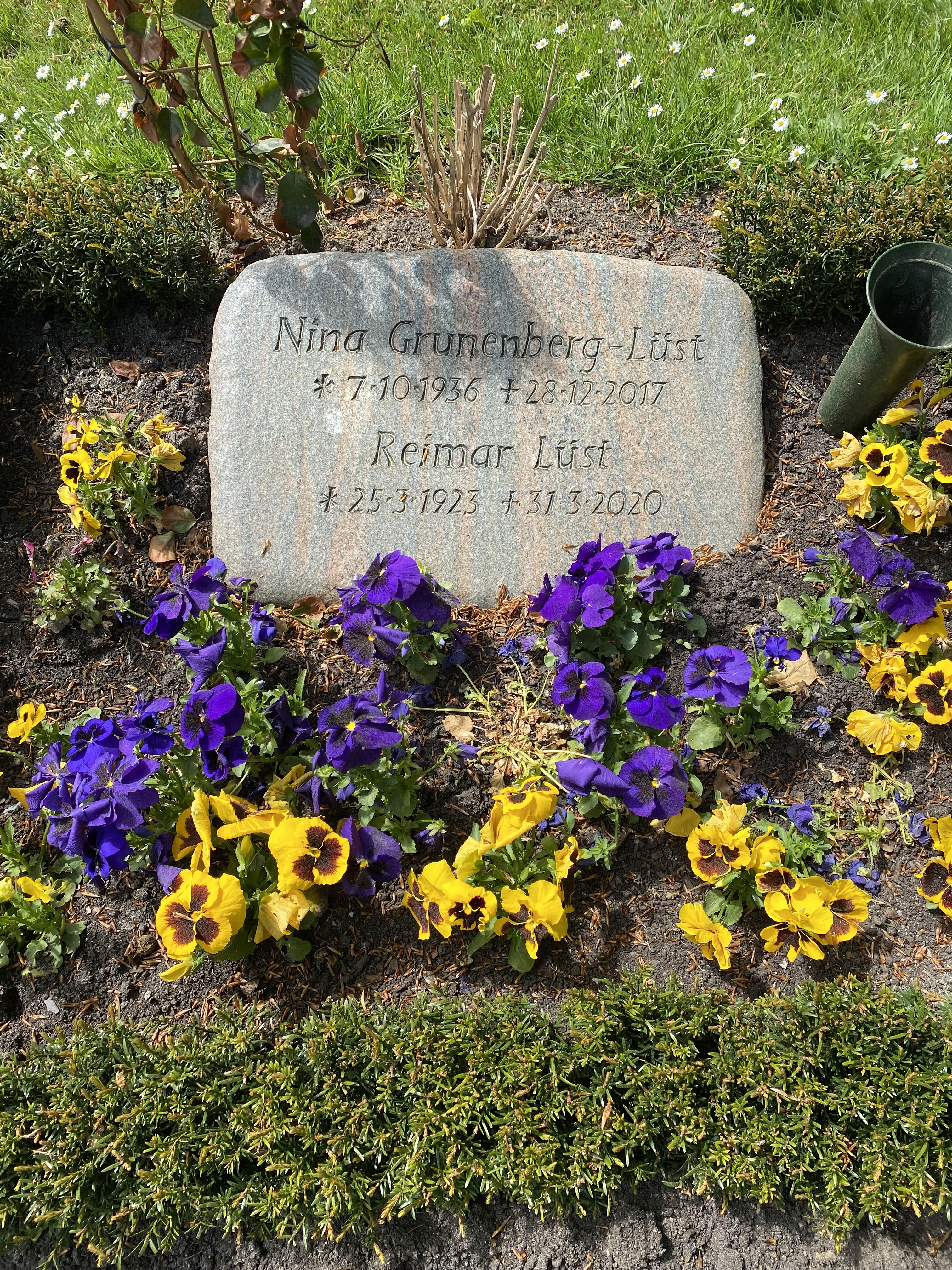
Grabstätte auf dem Friedhof Ohlsdorf im Planquadrat Q 33

Lüst besuchte ab 1929 eine private Grundschule in Wilhelmshöhe, die dem Quäkertum nahestand. Nach deren Auflösung 1931 wechselte er auf eine städtische Volksschule. Von 1933 bis 1941 besuchte Lüst zuerst das Wilhelmsgymnasium und dann das Humanistische Gymnasium in Kassel, wo er 1941 das Abitur ablegte. Anschließend leistete er von 1941 bis 1943 Wehrdienst bei der Kriegsmarine; dort war er zuletzt Leitender Ingenieur auf dem U-Boot U 528, dessen Versenkung er knapp überlebte. Von 1943 bis 1946 war er in Kriegsgefangenschaft in den USA (Mexia, Texas) und in England.
Nach seiner Freilassung studierte Lüst von 1946 bis 1949 Physik an der Universität Frankfurt am Main. Er promovierte 1951 in Theoretischer Physik bei Carl Friedrich von Weizsäcker als wissenschaftlicher Mitarbeiter des von Werner Heisenberg geleiteten Göttinger Max-Planck-Instituts für Physik. Von 1955 bis 1956 studierte Lüst mit einem Fulbright-Stipendium am Enrico Fermi Institute der University of Chicago und an der Princeton University. 1959 habilitierte er im Fach Physik an der Universität München.
Lüst war Gastprofessor für Mathematik an der New York University (1959) und am Massachusetts Institute of Technology (1961) sowie für Aeronautik und Astrophysik am California Institute of Technology (1962). 1960 war er wissenschaftliches Mitglied des Max-Planck-Instituts für Physik und Astrophysik. Aufgrund seiner Forschung im Bereich Astrophysik arbeitete er von 1962 bis 1964 mit Beginn des Raumfahrtzeitalters als Technischer Direktor bei der ESA-Vorgänger-Organisation ESRO, deren Vizepräsident er von 1968 bis 1970 war. Zwischen 1963 und 1972 war Lüst Gründungsdirektor des Max-Planck-Instituts für extraterrestrische Physik.
1964 war er außerordentlicher Professor an der Universität München und 1965 Honorarprofessor an der Technischen Universität München. Von 1969 bis 1972 war er Vorsitzender des Wissenschaftsrates und von 1972 bis 1984 Präsident der Max-Planck-Gesellschaft zur Förderung der Wissenschaften e. V. Zwischen 1984 und 1990 war Lüst Generaldirektor der Europäischen Weltraumorganisation (ESA). Von 1985 bis 1986 war er Präsident der Gesellschaft deutscher Naturforscher und Ärzte, GDNÄ. Von 1989 bis 1999 hatte er das Amt des Präsidenten der Alexander-von-Humboldt-Stiftung inne. Ab 1992 war er Professor der Universität Hamburg.
Lüst gehörte zu den Ideengebern und war Vorsitzender des Planungskomitees zum Aufbau der International University Bremen und zuletzt Vorsitzender in deren Aufsichtsrat. Durch die Verbindung von Forschung und Mitgliedschaft in zahlreichen wissenschaftlichen Organisationen auf der einen Seite und Mitarbeit in Aufsichtsräten von Firmen im Raumfahrtbereich auf der anderen Seite wurde er oft als Wissenschaftsmanager bezeichnet. Er gehörte der Freitagsgesellschaft Helmut Schmidts an.
Lüst war in zweiter Ehe von 1986 bis zu deren Tod mit der Journalistin Nina Grunenberg-Lüst verheiratet. Aus der ersten Ehe mit der Physikerin Rhea Lüst (6. April 1921 – 12. November 1993) gingen die Söhne Dieter (* 1956) und Martin (* 1959) hervor. Er verstarb knapp eine Woche nach Erreichen seines 97. Lebensjahres in Hamburg und wurde auf dortigen Friedhof Ohlsdorf neben seiner zweiten Ehefrau beigesetzt.

## Mitgliedschaften

### Mitgliedschaften in anderen Einrichtungen
- Wissenschaftsrat (1965–1972)
- Mitglied der American Academy of Arts and Sciences (seit 1976)
- Korrespondierendes Mitglied der Österreichischen Akademie der Wissenschaften (seit 1980)[6]
- Korrespondierendes Mitglied der Heidelberger Akademie der Wissenschaften (seit 1981)
- Vorsitzender der Gesellschaft Deutscher Naturforscher und Ärzte (1985–1986)
- Mitglied der Academia Europaea (seit 1989)[7]
- Mitglied des Stiftungsrates International Space Science Institut (1995)
- Wissenschaftlicher Beirat im Hanse-Wissenschaftskolleg (1997)
- Mitglied der American Philosophical Society (seit 1999)[8]
- Vorsitzender des Aufsichtsrates des Northern Institute of Technology Management Hamburg-Harburg (NITHH) (1998–2003)
- Vorsitzender der Programmkommission Raumfahrt, Deutsches Zentrum für Luft- und Raumfahrt (DLR) (1998)
- Chairman of the Board of Governors International University Bremen (1999 – 31. Dezember 2004)
- Seniormitglied der Akademie der Wissenschaften in Hamburg
- Mitglied der Deutschen Physikalischen Gesellschaft DPG

### Mitgliedschaften in der Wirtschaft
- Vorsitzender des Aufsichtsrates der ERNO GmbH, Bremen (1976–1984)
- Mitglied des Aufsichtsrates der Deutschen Aerospace AG München (1990–1993)
- Mitglied des Aufsichtsrates der Daimler-Benz Aerospace AG/DaimlerChrysler AeroSpace AG München (1998)

## Ehrungen und Auszeichnungen
Ehrenbürgerschaften
- Ehrenbürger des US-amerikanischen Bundesstaates Texas (30. Januar 1999)
- Ehrenbürger der Hansestadt Bremen (November 2001)

Ehrenmitgliedschaften
- Ehrenmitglied des Deutschen Zentrums für Luft- und Raumfahrt (DLR)
- Ehrenmitglied der Deutschen Akademie der Naturforscher „Leopoldina“, Halle (Saale) (1997) (Mitglied der Leopoldina seit 1973)[9]
- Ehrenmitglied der Deutschen Gesellschaft für Luft- und Raumfahrt (DGLR)
- Ehrenmitglied der Deutschen Physikalischen Gesellschaft (DPG)

Weitere Ehrungen
- Verdienstkreuz 1. Klasse des Verdienstordens der Bundesrepublik Deutschland[10] (1973)
- Offizier der Ehrenlegion (Officier de l’Ordre National de la Légion d’Honneur)
- Schaffung eines „Reimar-Lüst-Stipendiums“ zur Förderung junger Wissenschaftler aus Spenden deutscher Wirtschaftsunternehmen (1983)[11]
- Bayerischer Maximiliansorden für Wissenschaft und Kunst (1984)
- Verdienstorden des Landes Nordrhein-Westfalen (1989)[12]
- Großes Verdienstkreuz (1980) mit Stern (1984) und Schulterband (1990) des Verdienstordens der Bundesrepublik Deutschland
- Harnack-Medaille der Max-Planck-Gesellschaft (1993)
- Ehrensenator der Humboldt-Universität zu Berlin (2003)
- Wilhelm-Exner-Medaille
- Leibniz-Medaille der Berlin-Brandenburgischen Akademie der Wissenschaften (2001)
- Ehrenmedaille für besondere Verdienste um die Wissenschaft der Zeit-Stiftung
- Joachim-Jungius-Medaille der Joachim-Jungius-Gesellschaft der Wissenschaften
- Der Asteroid (4386) Lüst ist nach ihm benannt.
- Zahlreiche Ehrendoktorwürden und Ehrenprofessuren wurden ihm verliehen
- Auf Grund des 90. Geburtstags ehrte ihn Bremen mit einem wissenschaftlichen Kolloquium[13]

## Veröffentlichungen
- Hydrodynamik. Bibliographisches Institut, Mannheim 1978, ISBN 3-411-01540-3.
- Künstliche Wolken – ein Mittel der Weltraumforschung in: Jahrbuch der Max-Planck-Gesellschaft. 1968, S. 150–172